# Batalha Naval do Rio Tejo (1384)
A Batalha do Rio Tejo  foi travada em Julho de 1384, entre uma força naval portuguesa com 34 navios (5 dos quais eram grandes vasos) cujo objectivo era abastecer a cidade sitiada de Lisboa com mantimentos e a frota castelhana liderada pelo almirante Fernando Sánchez de Tovar. 
Embora a frota portuguesa, liderada por Rui Pereira, tenha perdido três navios (as baixas dos castelhanos são desconhecidas), o sucesso foi alcançado com o rompimento do bloqueio a Lisboa. Na batalha Rui Pereira perdeu a vida. A vitória portuguesa sobre as forças castelhanas deu um alento a Lisboa. Os castelhanos levantaram o cerco e regressaram a Castela após a peste negra ter dizimado as suas forças.